# Austin Dufault
Austin Dufault (Dickinson, 3 gennaio 1990) è un ex cestista statunitense.